# Householder-tükrözés
A matematikában a Householder-tükrözés vagy Householder-transzformáció az euklidészi térben egy origón átmenő hipersíkra való tükrözés. Három dimenziós térben ez egy origón átmenő síkra való tükrözés. Egy ilyen transzformációt ábrázoló mátrix egy Householder-mátrix. Legfontosabb alkalmazása a numerikus matematikában mátrixok átalakítása, például QR-felbontás készítése.
Az eljárást 1958-ban az amerikai Alston Scott Householder dolgozta ki.

## Definíció
A tükrözés hipersíkját normálvektorával határozzuk meg. tehát egy {\displaystyle v} vektorral, ami ortogonális a hipersíkra. Ha {\displaystyle v}-t oszlopvektornak tekintjük, és {\displaystyle I} egységmátrix, aki a fent leírt transzformációt a következő mátrix fejezi ki:
{\displaystyle H=I-{\frac {2}{v^{T}v}}vv^{T}.}
Itt {\displaystyle v^{T}} a {\displaystyle v} vektor transzponáltja, tehát sorvektor. A {\displaystyle v^{T}v} nevező a {\displaystyle v} vektor önmagával vett skalárszorzata, {\displaystyle vv^{T}} pedig diadikus szorzat. A {\displaystyle {\tfrac {1}{v^{T}v}}vv^{T}} mátrix a {\displaystyle v} által megadott irányba való ortogonális vetítés.
Ha {\displaystyle v} normált, akkor {\displaystyle v^{T}v=1}, és a forma a következő alakra egyszerűsödik:
{\displaystyle H=I-2vv^{T}.}
A transzformáció tükrözés volta abban nyilvánul meg, hogy:
{\displaystyle Hx=x-2vv^{T}x=x-2\langle v,\,x\rangle \,v=(x-\langle v,\,x\rangle \,v)-\langle v,\,x\rangle \,v},
ahol {\displaystyle \langle \cdot ,\cdot \rangle } a standard skalárszorzat. A {\displaystyle \langle v,\,x\rangle } kifejezés az {\displaystyle x} pont távolsága a {\displaystyle v^{\perp }} hipersíktól. Az {\displaystyle x} vektor két komponens összegére bomlik, ahol az első komponens a hipersíkban fekszik, a második pedig a {\displaystyle v} vektor többszöröse. A tükrözés során a hipersíkban levő komponens invariáns marad, a {\displaystyle v} komponens irányát pedig ellenkezőjére változik: ahelyett, hogy hozzáadódna, levonódik.

## Tulajdonságok
A Householder-mátrix tulajdonságai:
- Szimmetrikus, {\displaystyle H=H^{T}}
- Ortogonális, {\displaystyle H^{T}H=I}
- Involutorikus, {\displaystyle H^{2}=I} (a szimmetria és az ortogonális tulajdonságok következménye)
- A {\displaystyle v} sajátvektorhoz tartozó sajátértéke egyszeres, és -1. Az 1 {\displaystyle n-1}-szeres sajátérték. Az 1 sajátértékhez tartozó hipersík, ami a {\displaystyle v} által generált egydimenziós altér ortogonális kiegészítője.
- A {\displaystyle H}-val vett mátrix-vektor szorzás könnyen számítható.

## Adott tükrözés előállítása
Adva legyen egy {\displaystyle a} vektor, amit egy {\displaystyle e} vektor többszörösébe akarunk tükrözni. Vagyis keresünk egy {\displaystyle v} egységvektort, úgy, hogy a hozzá tartozó {\displaystyle H_{v}=I-2vv^{T}} Householder-mátrixra {\displaystyle H_{v}a=\lambda e} legyen. Geometriai értelemben {\displaystyle v} az  {\displaystyle a} és  {\displaystyle e} vektorok által bezárt szög egyik szögfelezőjének iránya. A szögfelező úgy számítható, hogy mindkét egyenesen az origótól ugyanolyan távolságra kiválasztunk egy-egy pontot, és megkeressük a két pontot összekötő szakasz felezőpontját. Az origót a felezőponttal összekötő szakasz éppen a szögfelező irányát adja meg. Az ebbe az irányba mutató egységvektor lesz a megfelelő {\displaystyle v} vektor. A másik szögfelezőt úgy kapjuk, hogy a konstrukciót az {\displaystyle a} és a {\displaystyle -e} vektorokra végezzük el.
Az egyszerűség kedvéért feltételezzük, hogy {\displaystyle e} normált, {\displaystyle \|e\|=1}. Ekkor a tükrözés ortogonalitása miatt {\displaystyle \lambda =\pm \|a\|}. A keresett {\displaystyle v} tükrözésvektor {\displaystyle {\tfrac {1}{2}}(a-\lambda \,e)} normálásával adódik, azaz 
{\displaystyle v={\frac {a-\lambda \,e}{\|a-\lambda \,e\|}}}.
Mindkét előjelváltozat megfelelő eredményt ad, amennyiben a nevező nullától különbözik. A numerikus stabilitás miatt {\displaystyle \lambda } előjelét úgy választják, hogy a nevező a legnagyobb legyen, vagyis
{\displaystyle \lambda \cdot \langle a,\,e\rangle \leq 0}
Ellenőrzés:
{\displaystyle {\begin{aligned}H_{v}a=&a-2v\langle v,a\rangle \\[0.5em]=&a-2\,(a-\lambda e)\,{\frac {\|a\|^{2}-\lambda \langle e,a\rangle }{\|a\|^{2}-2\lambda \langle a,e\rangle +\lambda ^{2}\|e\|^{2}}}\\[0.8em]=&a-2\,(a-\lambda e)\,{\frac {\|a\|^{2}-\lambda \langle e,a\rangle }{\|a\|^{2}-2\lambda \langle a,e\rangle +\|a\|^{2}}}\\[0.5em]=&\lambda e\\[0.5em]\end{aligned}}}

## Példa
A leggyakrabban azt az esetet tekintik, amikor {\displaystyle e=e_{1}}, vagyis az első kanonikus bázisvektor. Legyen az {\displaystyle a=(a_{1},{\bar {a}})} felbontva az első koordinátára és a maradék vektorra. Ekkor a normára teljesül, hogy {\displaystyle \|a\|={\sqrt {|a_{1}|^{2}+\|{\bar {a}}\|^{2}}}}. {\displaystyle \lambda } előjelét úgy választjuk, hogy megegyezzen {\displaystyle -a_{1}} előjelével. Ekkor a tükrözés iránya 
{\displaystyle v-\lambda e_{1}=a+\operatorname {sign} (a_{1})\,\|a\|e_{1}={\Bigl (}\operatorname {sign} (a_{1})\,(|a_{1}|+\|a\|),\;{\bar {a}}{\Bigr )}}.
Tehát {\displaystyle \operatorname {sgn} (a_{1}):={\begin{cases}1&\quad {\text{ha}}\quad a_{1}\geq 0,\\-1&\quad {\text{ha}}\quad a_{1}<0.\end{cases}}}
A {\displaystyle v} vektor ennek az iránynak a normálásával kapható. Átalakítással
{\displaystyle \|a-\lambda e_{1}\|={\sqrt {2\,\|a\|\,(\|a\|+|a_{1}|)}}}
adódik, ahol már előre kiszámított részeredményeket használunk. 

## QR-felbontás
A Householder-tükrözések stabilan kiszámítják egy {\displaystyle A=QR\in \mathbb {R} ^{m\times n}}  mátrix QR-felbontását. Az első oszlopot a  {\displaystyle H_{1}} mátrixszal az első egységvektor többszörösére tükrözik, ahogy azt az előzőekben leírtuk.
Ezután a {\displaystyle H_{1}A} mátrixhoz kiszámítják a {\displaystyle H_{2}} mátrixot, azonban mivel háromszög formára akarják hozni a mátrixot, itt rögzítik, hogy a tükrözővektor első koordinátája nulla, azaz egy hipersíkban keresik, így az első oszloppal nem kell foglalkozni. Ezután a {\displaystyle H_{3}} mátrixot úgy számolják ki, hogy a tükrözővektor első két koordinátája nulla, így a teljes tér dimenziójánál kettővel kisebb dimenziójú altérben keresik. Általában, az {\displaystyle i}-edik lépésben a {\displaystyle A_{i}=H_{i-1}\cdots H_{1}A} mátrix {\displaystyle (i,i)} pozíciója alatti részmátrixot alakítják át, mígnem a mátrixot háromszög alakra hozzák: {\displaystyle H_{n}\cdots H_{2}H_{1}A=R}.
A {\displaystyle Q^{T}=H_{n}\cdots H_{2}H_{1}} felbontással adódik az {\displaystyle A=QR} felbontás, ahol 
{\displaystyle Q=(H_{n}\cdots H_{2}H_{1})^{T}=H_{1}H_{2}\cdots H_{n}\in \mathbb {R} ^{m\times m},\quad \quad R={\begin{pmatrix}R_{1}\\0\end{pmatrix}}\in \mathbb {R} ^{m\times n}.}
Figyeljük meg, hogy {\displaystyle Q} négyzetes mátrix. Többnyire nem számítják ki a {\displaystyle Q}, illetve a {\displaystyle Q^{T}} mátrixot, hanem a szorzatformát használják. A {\displaystyle v_{i}} tükrözővektorokat a {\displaystyle H_{i}=H_{v_{i}}} mátrixokhoz az {\displaystyle A} mátrix felszabaduló helyein tárolják.
Egy {\displaystyle A=QR\in \mathbb {R} ^{m\times n},{m\geq n}} mátrix QR-felbontása a Householder-eljárásban:
{\displaystyle {\begin{matrix}{m\gg n}&\qquad &{2n^{2}\cdot m}\\{m\approx n}&\qquad &{{4 \over 3}n^{3}}\end{matrix}}}
Az {\displaystyle m=n} esetben {\displaystyle n-1} lépés elég, mivel az utolsó oszlophoz nem kell hozzányúlni.

### Pszeudokód
Mivel a legtöbb esetben nincs szükség {\displaystyle Q} explicit kiszámítására, azért elég az {\displaystyle R} mátrixot kiszámítani. {\displaystyle z} az aktuális részmátrix bal oszlopa. Az alább megadott függvény az eredményt közvetlenül az {\displaystyle A} mátrixba írja, így futás után {\displaystyle R}-t az {\displaystyle A} mátrix tartalmazza. Az {\displaystyle R=A} sor elhagyható.
```
  function GetR(A)
     for k=1…n
         z=A(k…m,k)
```

```
         uk=z
         uk(1)+=sign(z(1))*norm(z)
         uk=uk/norm(uk)
```

```
         vk=zeros(m)
         vk(k…m)= uk
```

```
         A=A-(2*vk)*(vk'*A)
```

```
     R=A
     return R
```

Ha mégis szükség lenne a {\displaystyle Q} mátrixra, akkor a fenti példa egyszerűen bővíthető:
```
  function GetR(A)
    Q=eye(m) 
    for k=1…n
         z=A(k…m,k)
```

```
         uk=z
         uk(1)+=sign(z(1))*norm(z)
         uk=uk/norm(uk)
```

```
         vk=zeros(m)
         vk(k…m)= uk
```

```
         A=A-(2*vk)*(vk'*A)
         Q=Q-Q*vk*(2*vk')
```

```
     R=A
     return R
```

## Program
Az alábbi C++ kód a Householder-eljárást valósítja meg. A program belépési pontja a main, ami az eredményt a konzolra írja.
```
#include
 
<iostream>

#include
 
<vector>

using
 
namespace
 
std
;

// Ez a függvény számolja a c = a + b * s mennyiséget

void
 
vmadd
(
const
 
Vector
&
 
a
,
 
const
 
Vector
&
 
b
,
 
double
 
s
,
 
Vector
&
 
c
)

{

    
if
 
(
c
.
size
 
!=
 
a
.
size
 
||
 
c
.
size
 
!=
 
b
.
size
)

    
{

        
return
;

    
}

    
for
 
(
int
 
i
 
=
 
0
;
 
i
 
<
 
c
.
size
;
 
i
++
)

    
{

        
c
(
i
)
 
=
 
a
(
i
)
 
+
 
s
 
*
 
b
(
i
);

    
}

}

// Ez a függvény számolja az I - 2 * v * v^T mátrixot

void
 
computeHouseholderFactor
(
Matrix
&
 
matrix
,
 
const
 
Vector
&
 
v
)

{

    
int
 
n
 
=
 
v
.
size
;

    
matrix
.
allocate
(
n
,
 
n
);

    
for
 
(
int
 
i
 
=
 
0
;
 
i
 
<
 
n
;
 
i
++
)

    
{

        
for
 
(
int
 
j
 
=
 
0
;
 
j
 
<
 
n
;
 
j
++
)

        
{

            
matrix
(
i
,
 
j
)
 
=
 
-2
 
*
 
v
(
i
)
 
*
 
v
(
j
);

        
}

    
}

    
for
 
(
int
 
i
 
=
 
0
;
 
i
 
<
 
n
;
 
i
++
)

    
{

        
matrix
(
i
,
 
i
)
 
+=
 
1
;

    
}

}

void
 
Matrix::extractColumn
(
Vector
&
 
vector
,
 
int
 
c
)

{

    
if
 
(
m
 
!=
 
vector
.
size
)

    
{

        
cerr
 
<<
 
"[Matrix::extract_column]: Matrix and Vector sizes don't match
\n
"
;

        
return
;

    
}

    
for
 
(
int
 
i
 
=
 
0
;
 
i
 
<
 
m
;
 
i
++
)

    
{

        
vector
(
i
)
 
=
 
(
*
this
)(
i
,
 
c
);

    
}

}

// Ez a függvény kiírja a mátrixot a konzolra

void
 
matrixShow
(
const
 
Matrix
&
 
matrix
,
 
const
 
string
&
 
str
 
=
 
""
)

{

    
cout
 
<<
 
str
 
<<
 
"
\n
"
;

    
for
 
(
int
 
i
 
=
 
0
;
 
i
 
<
 
matrix
.
m
;
 
i
++
)

    
{

        
for
 
(
int
 
j
 
=
 
0
;
 
j
 
<
 
matrix
.
n
;
 
j
++
)

        
{

            
printf
(
" %8.3f"
,
 
matrix
(
i
,
 
j
));

        
}

        
printf
(
"
\n
"
);

    
}

    
printf
(
"
\n
"
);

}

// Ez a függvény számítja az ||A - B||^2 L2-normát

double
 
matrixCompare
(
const
 
Matrix
&
 
A
,
 
const
 
Matrix
&
 
B
)

{

    
if
 
(
A
.
m
 
!=
 
B
.
m
 
or
 
A
.
n
 
!=
 
B
.
n
)

    
{

        
return
 
numeric_limits
<
double
>::
max
();

    
}

    
double
 
norm
 
=
 
0
;

    
for
 
(
int
 
i
 
=
 
0
;
 
i
 
<
 
A
.
m
;
 
i
++
)

    
{

        
for
 
(
int
 
j
 
=
 
0
;
 
j
 
<
 
A
.
n
;
 
j
++
)

        
{

            
norm
 
+=
 
(
A
(
i
,
 
j
)
 
-
 
B
(
i
,
 
j
))
 
*
 
(
A
(
i
,
 
j
)
 
-
 
B
(
i
,
 
j
));

        
}

    
}

    
norm
 
/=
 
A
.
m
 
*
 
A
.
n
;

    
return
 
norm
;

}

// Ez a függvény számítja ki a mátrix QR-felbontását

void
 
householder
(
Matrix
&
 
matrix
,
 
Matrix
&
 
R
,
 
Matrix
&
 
Q
)

{

    
int
 
m
 
=
 
matrix
.
m
;

    
int
 
n
 
=
 
matrix
.
n
;

    
vector
<
Matrix
>
 
qArray
(
m
);

    
Matrix
 
z
(
matrix
);

    
Matrix
 
z1
;

    
for
 
(
int
 
k
 
=
 
0
;
 
k
 
<
 
n
 
&&
 
k
 
<
 
m
 
-
 
1
;
 
k
++
)

    
{

        
Vector
 
e
(
m
),
 
x
(
m
);

        
double
 
a
;

        
z1
.
computeMinor
(
z
,
 
k
);

        
z1
.
extractColumn
(
x
,
 
k
);

        
a
 
=
 
x
.
calculateNorm
();

        
if
 
(
matrix
(
k
,
 
k
)
 
>
 
0
)

        
{

            
a
 
=
 
-
a
;

        
}

        
for
 
(
int
 
i
 
=
 
0
;
 
i
 
<
 
e
.
size
;
 
i
++
)

        
{

            
e
(
i
)
 
=
 
i
 
==
 
k
;

        
}

        
vmadd
(
x
,
 
e
,
 
a
,
 
e
);

        
e
.
rescaleUnit
();

        
computeHouseholderFactor
(
qArray
[
k
],
 
e
);

        
z
.
multiply
(
qArray
[
k
],
 
z1
);

    
}

    
Q
 
=
 
qArray
[
0
];

    
for
 
(
int
 
i
 
=
 
1
;
 
i
 
<
 
n
 
&&
 
i
 
<
 
m
 
-
 
1
;
 
i
++
)

    
{

        
z1
.
multiply
(
qArray
[
i
],
 
Q
);

        
Q
 
=
 
z1
;

    
}

    
R
.
multiply
(
Q
,
 
matrix
);

    
Q
.
transpose
();

}

// HA program fő függvénye, a belépési pont

int
 
main
()

{

    
double
 
in
[][
3
]
 
=
 
{

      
{
 
12
,
 
-51
,
   
4
},

      
{
  
6
,
 
167
,
 
-68
},

      
{
 
-4
,
  
24
,
 
-41
},

      
{
 
-1
,
   
1
,
   
0
},

      
{
  
2
,
   
0
,
   
3
},

    
};

    
Matrix
 
A
(
in
);

    
Matrix
 
Q
,
 
R
;

    
matrixShow
(
A
,
 
"A"
);
 
// Függvényhívás, kiírja az A mátrixot a konzolra

    
// A QR-felbontás kiszámítása

    
householder
(
A
,
 
R
,
 
Q
);

    
matrixShow
(
Q
,
 
"Q"
);
 
// Függvényhívás, kiírja a Q mátrixot a konzolra

    
matrixShow
(
R
,
 
"R"
);
 
// Függvényhívás, kiírja az R mátrixot a konzolra

    
Matrix
 
ACheck
;

    
ACheck
.
multiply
(
Q
,
 
R
);
 
// A Q * R mátrixszorzás kiszámítása

    
// Az L2-norma kiszámítása ||A - ACheck||^2

    
double
 
l2norm
 
=
 
matrixCompare
(
A
,
 
ACheck
);
 
// Függvényhívás, összehasonlítja a Q * R szorzatot az eredeti A mátrixszal

    
if
 
(
l2norm
 
<
 
1e-12
)

    
{

        
cout
 
<<
 
"A QR-felbontás korrekt."
 
<<
 
endl
;
 
// Konzolra írás

    
}

    
else

    
{

        
cout
 
<<
 
"A QR-felbontás nem korrekt."
 
<<
 
endl
;
 
// Konzolra írás

    
}

}

```

## Fordítás
Ez a szócikk részben vagy egészben  a   Householdertransformation című német Wikipédia-szócikk fordításán alapul.  Az eredeti cikk szerkesztőit annak laptörténete sorolja fel. Ez a jelzés csupán a megfogalmazás eredetét és a szerzői jogokat jelzi, nem szolgál a cikkben szereplő információk forrásmegjelöléseként.